# II когорта астуров и галлеков
II когорта астуров и галлеков (лат. Cohors II Asturum et Gallaecorum) — вспомогательное подразделение армии Древнего Рима, относящееся к типу cohors quinquagenaria peditata.
Когорта была сформирована в I веке из живших в Испании астуров и галлеков. Возможно, подразделение предназначалось для охраны границы Нижней Паннонии в 80 году. Документально подтверждено присутствие когорты в Реции в 106 и 107 году. Дальнейшая судьба подразделения неизвестна.